# دیدو (چهاردانگه)
دیدو، روستایی است از توابع بخش چهاردانگه شهرستان ساری در استان مازندران

## جمعیت
این روستا در دهستان چهاردانگه قرار داشته و براساس آخرین سرشماری مرکز آمار ایران که در سال ۱۳۹۵ صورت گرفته، جمعیت آن ۵۳نفر (۱۶خانوار) بوده‌است. دارای ۲ امامزاده به نام‌های امامزاده ابوطالب و امام زاده ابراهیم می‌باشد همچنین شغل اهالی کشاورزی و دامداری می‌باشد.